# Sayce-Gletscher
Der Sayce-Gletscher ist ein Gletscher an der Danco-Küste des Grahamlands auf der Antarktischen Halbinsel. Er mündet unmittelbar nördlich des Pelletan Point in die Bahía Wilson, eine Nebenbucht der Flandernbucht.
Teilnehmer der Belgica-Expedition (1897–1899) unter der Leitung des belgischen Polarforschers Adrien de Gerlache de Gomery kartierten ihn. Das UK Antarctic Place-Names Committee benannte ihn 1960 nach dem britischen Fotografiepionier Benjamin Jones Sayce (1839–1895), der 1864 gemeinsam mit William Blanchard Bolton (1848–1889) das Bromsilberemulsionsverfahren für die Kollodium-Trockenplattenfotographie entwickelt hatte.